# Markiz Tweeddale
Markiz Tweeddale (en. Marquess of Tweeddale) – tytuł parowski kreowany w 1694 r. w parostwie Szkocji.
Dodatkowymi tytułami markizów Tweeddale są: hrabia Tweeddale (kreowany w 1646 r. w parostwie Szkocji), hrabia Gifford (kreowany w 1694 r. w parostwie Szkocji), wicehrabia Walden (kreowany w 1694 r. w parostwie Szkocji), lord Hay of Yester (kreowany w 1488 r. w parostwie Szkocji) i baron Tweeddale (kreowany w 1881 r. w parostwie Zjednoczonego Królestwa).
Najstarszy syn markiza Tweeddale nosi tytuł grzecznościowy "wicehrabiego Walden".
Lordowie Hay of Yester 1. kreacji (parostwo Szkocji)

Herb lordów Hay of Yester

- 1488–1508: John Hay, 1. lord Hay of Yester
- 1508–1513: John Hay, 2. lord Hay of Yester
- 1513–1543: John Hay, 3. lord Hay of Yester
- 1543–1557: John Hay, 4. lord Hay of Yester
- 1557–1586: William Hay, 5. lord Hay of Yester
- 1586–1591: William Hay, 6. lord Hay of Yester
- 1591–1609: James Hay, 7. lord Hay of Yester
- 1609–1653: John Hay, 8. lord Hay of Yester

Hrabiowie Tweeddale 1. kreacji (parostwo Szkocji)
- 1646–1653: John Hay, 1. hrabia Tweeddale
- 1653–1697: John Hay, 2. hrabia Tweeddale

Markizowie Tweeddale 1. kreacji (parostwo Szkocji)

Herb markizów Tweeddale

- 1694–1697: John Hay, 1. markiz Tweeddale
- 1697–1713: John Hay, 2. markiz Tweeddale
- 1713–1715: Charles Hay, 3. markiz Tweeddale
- 1715–1762: John Hay, 4. markiz Tweeddale
- 1762–1770: George Hay, 5. markiz Tweeddale
- 1770–1787: George Hay, 6. markiz Tweeddale
- 1787–1804: George Hay, 7. markiz Tweeddale
- 1804–1876: George Hay, 8. markiz Tweeddale
- 1876–1878: Arthur Hay, 9. markiz Tweeddale
- 1878–1911: William Montagu Hay, 10. markiz Tweeddale
- 1911–1967: William George Montagu Hay, 11. markiz Tweeddale
- 1967–1979: David George Montagu Hay, 12. markiz Tweeddale
- 1979–2005: Edward Douglas John Hay, 13. markiz Tweeddale
- od 2005: Charles David Montagu Hay, 14. markiz Tweeddale

Dziedzic tytułu markiza Tweeddale: lord Alistair James Montagu Hay, Master of Tweeddale, młodszy brat 14. markiza